# 農超對接
農超對接是中華人民共和國商务部、農業部於2009年起堆行的農業改革，由文件《关于开展农超对接试点工作的通知》開始試行試點，為一種大型化的產地直銷制度，成為解決三農問題的一環。

## 背景

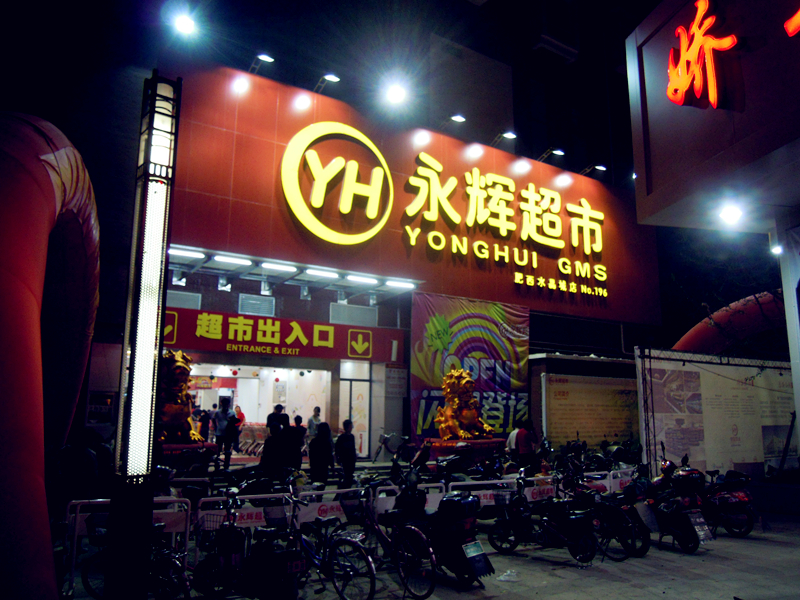
合肥永辉超市

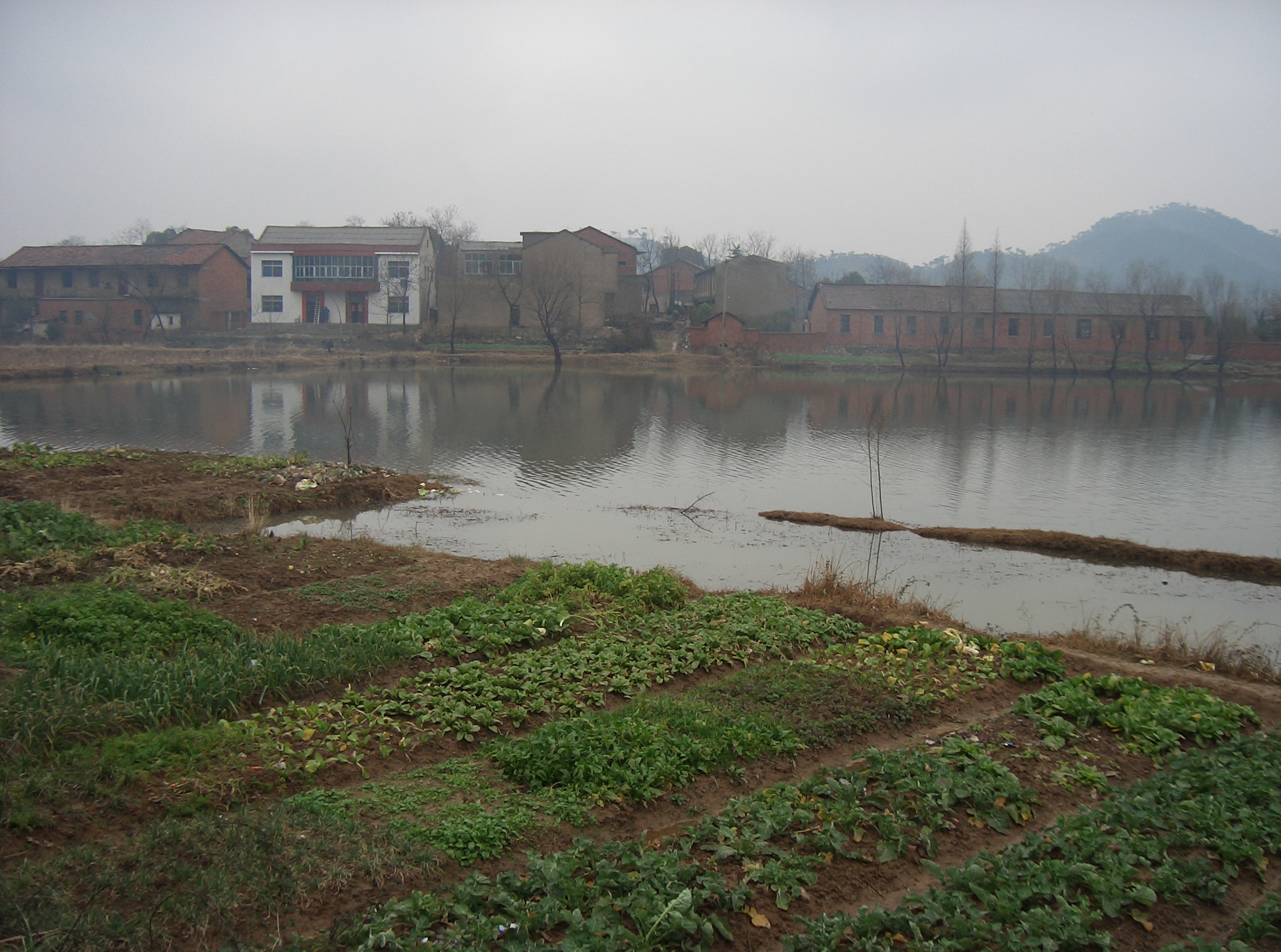
湖北一處農村

在中國大陸随着大型连锁超市和快速发展，農村也鼓勵建立农民专业合作社，讓農民集體化進入市場避免單打獨鬥的困境，此時便已具備了跳過所有中間商直接讓合作社與末端超市洽談產地直送的環境，讓鲜活农产品从产地直接进入超市也能縮短流轉時間讓消費者買到新鮮產品。農業部开展鲜活农产品农超对接试点，积极探索推动鲜活农产品销售的有效途径和措施，是减少农产品流通环节、降低流通成本的有效手段，並且沒有層層中間人有利于实现农产品从农田到餐桌的质量控制，在出問題時容易究責。
傳統中国农业大部分是分散生产，分散销售，组织化程度低。在此背景下，大量农业“经纪人”出现了，中間層日漸增多造成成本高漲和資訊流通阻礙，也造成食品安全問題時不明責任，通过压缩中间环节，提高收购价格，在一定程度上能保护了农民的利益。

## 推展
2011年3月广州市经贸委表示农超对接模式今后将在广州市的超市大力度推进，廣州成為重點試驗區，2012年底40家农超对接簽約社区超市，同時30家大型连锁超市設立农超專櫃，三年後已經擴展到广州市白云、番禺、黄埔、海珠、增城、从化、天河、花都等地城乡结合部，與傳統农民—批发商—供应商—超市物流的體系來論節省了15%-20%成本，被中间商赚取的利润可部分转移给农民，并最终惠及消费者。
世博期間山東省開始农超对接模式加大推廣，鲁菜直供世博会成為當地農村運動，苍山、青州、寿光、莘县、沂水等15个县供销合作社成为第一批世博会蔬菜直供参与单位。在整个服务体系中供销合作社发挥着主导作用，最終向世博会发货110吨，同時打造青州优质农产品的品牌印象，解决农产品卖难问题，北京市區在《关于开展农超对接试点工作的通知》文件下發後2011年就開始佈署，华堂超市、永辉、家樂福、沃尔玛等8家连锁超市共100多个超市实现农超对接，市农委流通处主導向農村合作社接洽，直接告知城市需要的農產種類，北京市计划在河北等外埠農村扩大蔬菜基地的建设，同時降低城中蔬菜價格。
同時商建发43号文件下發要求各地商务、农业主管部门要深入研究政策措施，积极争取扩大财政扶持力度，支持超市加快冷链系统、物流配送中心等流通基础设施建设，支持合作社建设冷藏保鲜设施、配置冷藏运输工具、检验检测设备等。

## 問題
在农超对接過程中還是出現不平等現象，雖然免除了中間商層層剝削農民的問題，但大型超商還是有剝削農民現象，由於多半由大型財團經營所以依然比農村合作社強勢，常見現象是超商根據銷售狀況動態改變品質收貨標準，較好賣的農產供不應求時便降低標準，當銷售慘澹時便在收購品管中刁難挑小毛病拒收，讓經營風險轉移給農民。
2015年央視報導北京家樂福在荔枝銷售不佳時便故意調高品管嚴格度，讓遠從福建以低溫運送荔枝來北京的農民血本無歸，分析認為有部分因素是溝通和市場認知問題，福建當地黑葉荔枝本就外觀較黑，北方消費者不理解容易誤認為壞品，在荔枝銷量不佳的大背景下更難銷售，所以家樂福選擇刁難拒收，為三重原因導致的問題。